# Iațiukove, Ciornuhî
Iațiukove (în ucraineană Яцюкове) este un sat în comuna Voronkî din raionul Ciornuhî, regiunea Poltava, Ucraina.

## Demografie
Componența lingvistică a localității Iațiukove
     Ucraineană (100%)
Conform recensământului din 2001, toată populația localității Iațiukove era vorbitoare de ucraineană (100%).